# Singilis filicornis
Singilis (Singilis) filicornis – gatunek chrząszcza z rodziny biegaczowatych i podrodziny Lebiinae.

## Taksonomia
Gatunek opisany został w 1907 roku przez Paula de Peyerimhoffa jako Singilis (Phloeozetaeus) filicornis. W 2011 Alexander Anichtchenko dokonał jego redeskrybcji.

## Opis
Chrząszcz ten osiąga od 6,8 do 7 mm długości ciała. Ubarwiony rudo-brązowo z czarną wierzchołkową ⅓ pokryw. Głowa błyszcząca, gęsto i drobno punktowana. Czułki owłosione od połowy IV segmentu. Przedplecze błyszczące, pozbawione mikrorzeźby, 1,33 do 1,4 razy szersze niż długie, najszersze tuż za brzegowymi szczecinkami. Przednia jego krawędź prosta, przednie kąty zatarte, boki równomiernie zaokrąglone, zauważalnie lekko zafalowane ku tylnym kątom, które są ostre i wyciągnięte w malutki ząbek. Punktowanie przedplecza rzadkie i nieregularne, zwłaszcza na dysku, zagęszczające się ku krawędziom. Dołki przypodstawowe małe i płytkie. Tylna krawędź przedplecza wyciągnięta w zaokrąglony płat środkowy. Międzyrzędy pokryw 1, 3 i 5 na całej długości z rządkami nieregularnych, rzadkich por wyposażonych w bardzo krótkie, słabo widoczne szczecinki. Mikrorzeźba pokryw delikatna, pentagonalna. Wierzchołki lekko zafalowane. Rzędy drobno punktowane. Odnóża brązowawo-żółte. Środkowy płat aedeagusa łukowaty o długim wierzchołku. Wewnętrzna torebka z małym brzusznym poletkiem pokrytym drobnymi kolcami
Od podobnego, allopatrycznego Singillis jedlickai różni się mikrorzeźbą przedplecza i wyglądem aedeagusa.

## Występowanie
Gatunek ten występuje w Egipcie oraz Izraelu.